# كرايغ أدير
كرايغ أدير (بالإنجليزية: Craig Adair) هو دراج نيوزيلندي، ولد في 31 يناير 1963 في كرايستشرش في نيوزيلندا.

## وصلات خارجية
- كرايغ أدير على موقع أرشيف الدراجات (الإنجليزية)
- كرايغ أدير على موقع أوليمبيديا (الإنجليزية)
- كرايغ أدير على موقع اللجنة الأولمبية النيوزيلندية (الإنجليزية)
- كرايغ أدير على موقع اتحاد ألعاب الكومنولث (مؤرشف) (الإنجليزية)